# Pozzo dei desideri

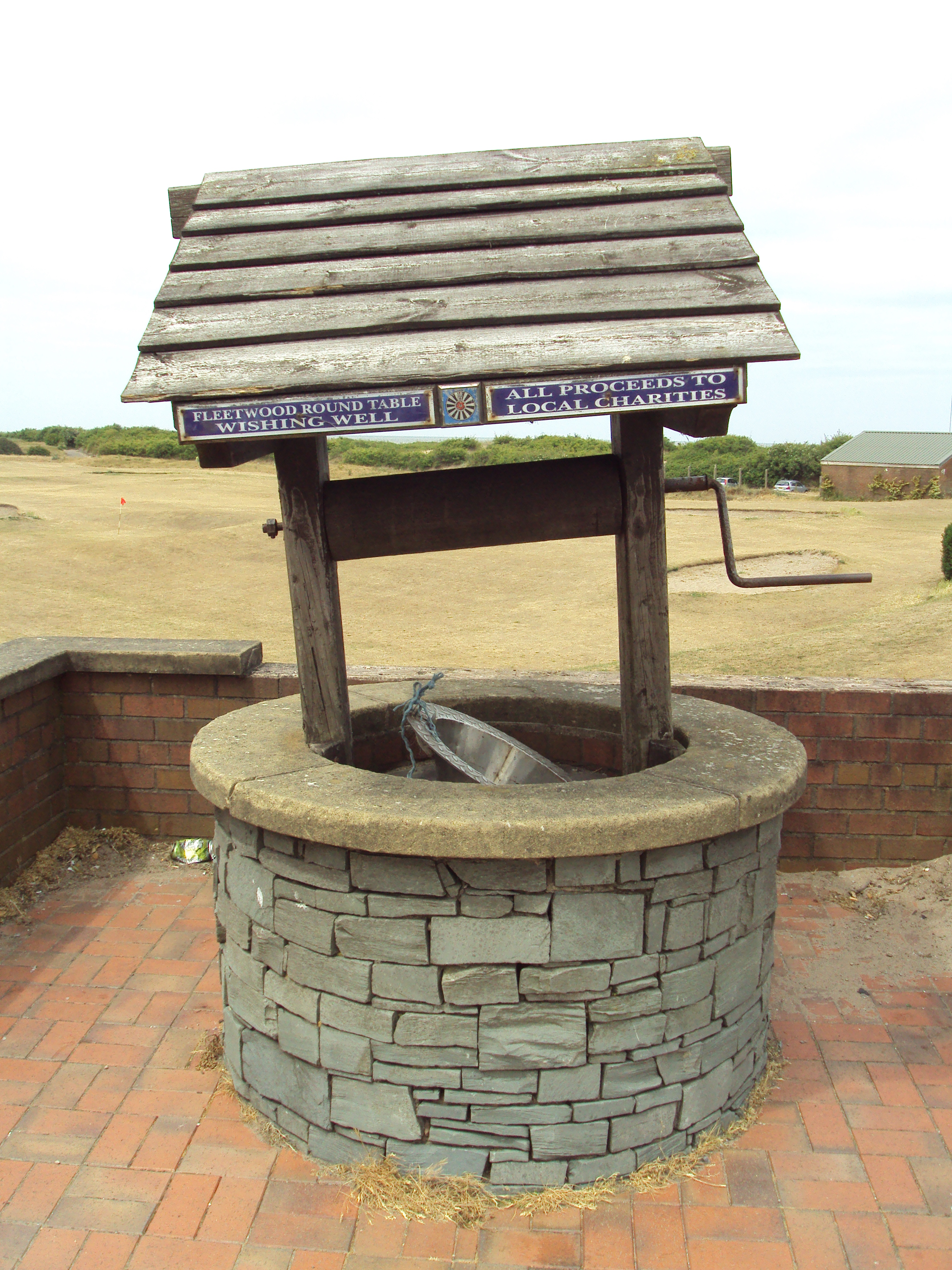
Pozzo dei desideri (a scopo di beneficenza) a Fleetwood, nel Lancashire

Il pozzo dei desideri (o, in alternativa, la fontana dei desideri) è una tipologia di pozzo, presente nel folklore europeo, che farebbe avverare i desideri espressi presso di lui. Questa tradizione ha probabilmente origine dall'idea che l'acqua sia la dimora di divinità o comunque un dono degli dei, in quanto prezioso e, in alcuni casi, rara.
Pozzi e sorgenti erano considerati sacri dalle popolazioni germaniche; era usanza presso di esse gettare armi e armature dei nemici sconfitti nelle paludi e negli altri posti dove si pensava vivessero le divinità, come offerta. All'acqua erano inoltre attribuiti poteri curativi, e i pozzi divenivano spesso ritrovo di persone raccolte per bere, lavarsi o semplicemente pregare. La gente credeva che, in cambio di un'offerta, lo spirito abitante del pozzo avrebbe garantito il realizzarsi di un desiderio. Questo è un tema ricorrente anche in diverse tradizioni: Mímir, un dio della mitologia norrena, possedeva una fonte magica, Mímisbrunnr, che garantiva l'onniscienza. Per ottenerla, Odino dovette cedere in cambio uno dei suoi occhi.

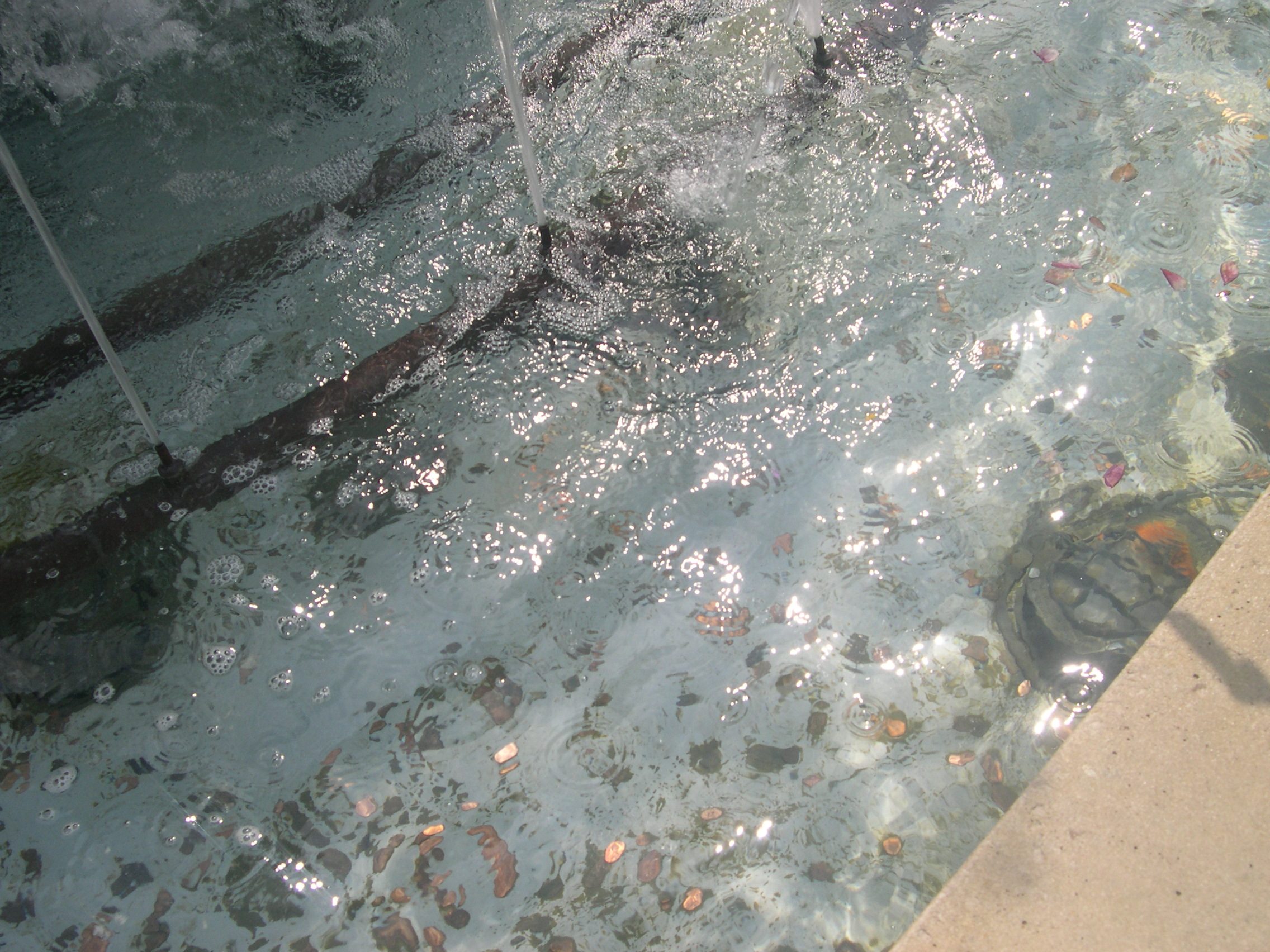
Monete in una fontana

È inoltre importante notare che la presenza delle monete, generalmente fatte in rame o argento, produceva una reazione chimica che impediva all'acqua di diventare acida (ad esempio bloccando le emissioni di sostanze quali l'acido solfidrico da parte dei batteri).

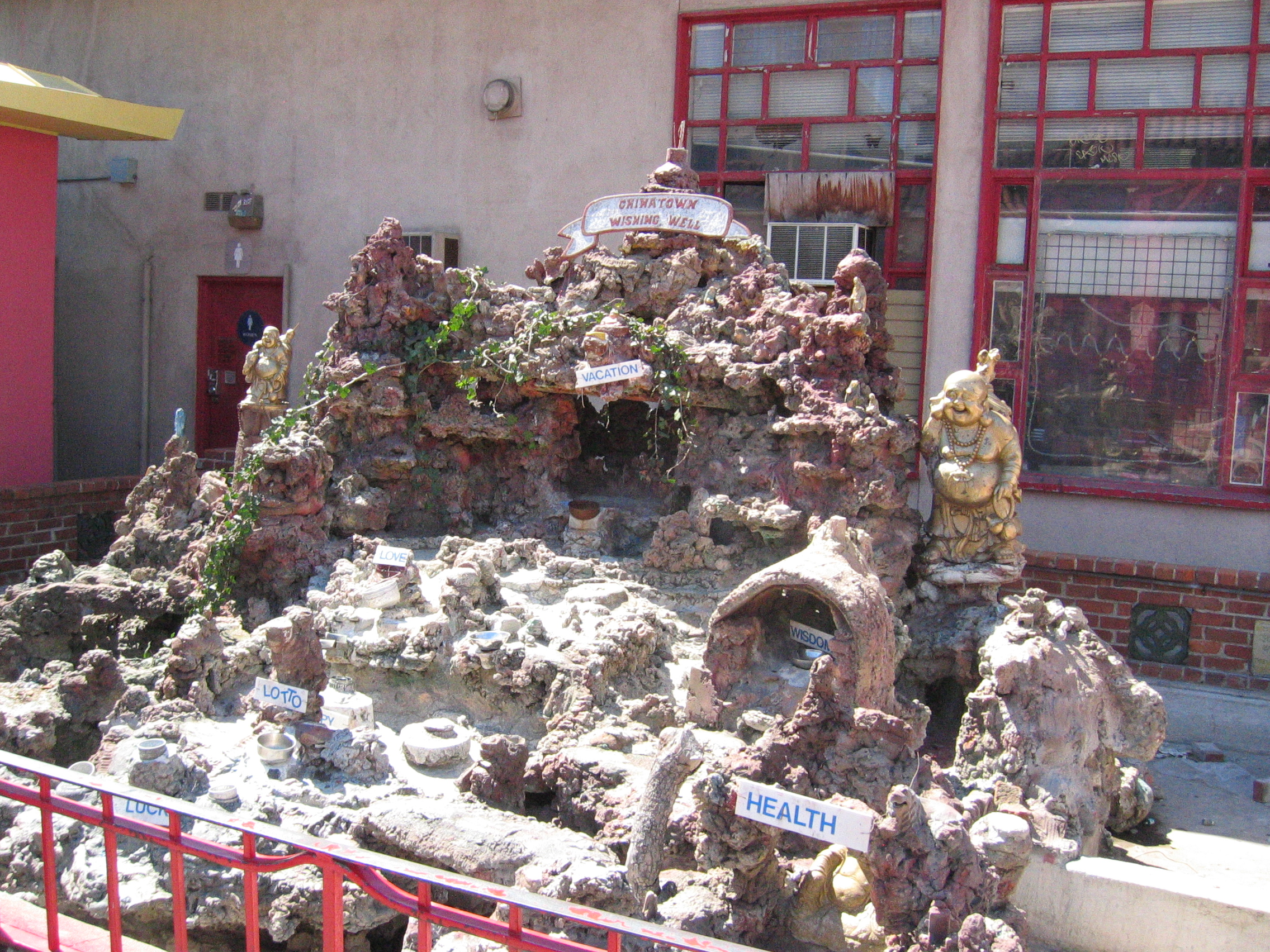
Un pozzo dei desideri nella Chinatown di Los Angeles

Ad oggi i pozzi dei desideri sono utilizzati perlopiù per raccogliere fondi per le cause più disparate; la tradizione comunque persiste, e sono noti diversi pozzi e fontane in cui la gente è solita lanciare monetine; un esempio famoso in Italia è la fontana di Trevi. I richiami sono molto numerosi della cultura popolare, specie in romanzi, film e videogiochi di ambito fantasy.